# Ināra Mūrniece
Ināra Mūrniece (ur. 30 grudnia 1970 w Rydze) – łotewska dziennikarka i polityk, przewodnicząca Sejmu XII i XIII kadencji (2014–2022), od 2022 do 2023 minister obrony.

## Życiorys
W 2007 ukończyła studia z dziedziny tłumaczeń w Ekonomikas un kultūras augstskola. W 2009 została absolwentką wydziału filologii Uniwersytetu Łotwy w Rydze. Pracowała jako dziennikarka w narodowym dzienniku „Latvijas Avīze”. W wyborach w 2011 została wybrana do Sejmu z listy VL!–TB/LNNK w okręgu Vidzeme. W Sejmie XI kadencji objęła przewodnictwo komisji ds. społecznych i praw człowieka. W 2014 z powodzeniem ubiegała się o poselską reelekcję. 4 listopada tegoż roku została wybrana na przewodniczącą Sejmu XII kadencji.
W 2018 uzyskała mandat deputowanej na kolejną kadencję łotewskiego parlamentu. 6 listopada 2018 została przewodniczącą Sejmu XIII kadencji. Również w 2022 z powodzeniem ubiegała się o poselską reelekcję. 1 listopada tegoż roku zakończyła pełnienie funkcji przewodniczącej parlamentu.
W grudniu 2022 w nowo powołanym drugim rządzie Artursa Krišjānisa Kariņša objęła stanowisko ministra obrony. Urząd ten sprawowała do września 2023.

## Odznaczenia
- Order Księcia Jarosława Mądrego II klasy (Ukraina, 2022)[8]
- Medal Rady Bałtyckiej (2016)[9]